# Knight Rider (videojuego de 1988)
Knight Rider es un videojuego de carreras de persecución que fue desarrollado por la compañía japonesa Pack-In-Video y publicado originalmente en Japón en el año 1988 para la consola Famicom. Posteriormente fue distribuida por Acclaim Entertainment en los Estados Unidos, Europa y Corea del Sur en el año 1990 para el Nintendo Entertainment System.
El videojuego consiste en controlar al automóvil fantástico, KITT, a lo largo de una carretera mientras combate con todo tipo de vehículos utilizando su ametralladora para atacar y el extraordinario Turbo Boost para saltar y evadir los peligros. El juego se compone de 15 niveles, representando cada uno a una ciudad de los Estados Unidos, al final del cada nivel hay que destruir a un vehículo más poderoso.

## Información general
Knight Rider es el segundo videojuego basado en la serie de televisión homónima, que fue muy popular en la década de 1980. Este es un juego de persecuciones automovilísticas para NES, que presenta un estilo Arcade, en donde hay que avanzar rápidamente y destruir enemigos en un límite de tiempo muy corto. 
El juego se compone de 15 niveles que presentan todos el mismo esquema, este es correr a gran velocidad a bordo de KITT tratando de evitar los peligros y derrotando a los vehículos enemigos, hasta llegar al final en donde hay que combatir con un vehículo más poderoso o jefe. Los niveles están vistos en primera persona desde el interior de KITT y por este motivo la pantalla se divide en la parte superior, que muestra el camino; y la parte inferior, que muestra el panel de instrumentos del automóvil con los numerosos indicadores. 
Los gráficos lucen como un típico juego de carreras de la época, en donde se simula una vista tridimensional construida con sprites que se agrandan para representar el acercamiento de objetos. Los niveles resultan todos muy parecidos y lo único que cambian son los objetos y el color del escenario. En el camino existen además subidas y bajadas que son muy difíciles de percibir debido a los sencillos gráficos en 2D. Un aspecto favorable es que los objetos aparecen en pantalla a una gran distancia, dando al jugador el tiempo suficiente para anticiparlos. 
El sonido resulta sumamente básico, sin características notables. La música principal del juego, extrañamente, es una distinta a la de la serie de TV y a lo largo del juego se pueden escuchar solamente dos repetitivas músicas de fondo, una para los niveles y otra para los jefes. 
Los controles del juego son simples e intuitivos, el jugador puede mover a KITT a los lados y acelerar o frenar para controlar la velocidad. Generalmente el coche es fácil de manejar y no se sale de control salvo cuando se toman curvas pronunciadas a gran velocidad. El disparo de KITT y sus ataques especiales resultan también muy efectivos y fáciles de dirigir, derrotando rápidamente a los vehículos que se pongan enfrente. 
Cada misión del juego abarca tres niveles, habiendo en total cinco grandes misiones. Al iniciar cada una, Devon le pregunta a Michael si desea tomarse unas vacaciones, esto hace que se muestre el password con el que el jugador luego puede retomar la partida. Existe también un modo de juego adicional llamado Drive, en donde solamente hay que conducir por los niveles sin combatir, como si se tratara de un juego de carreras convencional. 
Este juego recibió una única secuela titulada Knight Rider Special que se publicó a finales del año 1989 para PC Engine, solamente en Japón. Esta continuación mantiene la forma de juego básica aunque con muchas modificaciones, como que KITT está visto en tercera persona, todos los vehículos son enemigos y que las mejoras se ganan automáticamente al pasar de nivel.

## Juego Principal
El modo de juego principal es el modo "Mission", para un solo jugador. 

## Argumento
El protagonista del juego es Michael Knight, un justiciero solitario que defiende a los inocentes y combate a los criminales a bordo del fantástico automóvil inteligente KITT. Para asistirlo están Devon Miles, representante de la Fundación para la Ley y el Gobierno, que se encarga de asignarle sus misiones a Michael; y también la Dra. Bonnie Barstow, mecánica de KITT que se encarga de repararlo y añadirle mejoras. 
Cada nivel del juego presenta una misión distinta que involucra perseguir y detener a grupos criminales que intentan escapar en sus vehículos a lo largo de distintas rutas de los Estados Unidos. La batalla final involucra la aparición del principal rival de KITT, el peligroso automóvil KARR.

## Mecánica
Knight Rider para NES es un videojuego de carreras de persecución con gráficos en 2D y vista en primera persona desde el interior del automóvil. El juego consiste en 15 niveles organizados en 5 misiones de 3 niveles cada una. Cada nivel representa a una ciudad distinta y presenta el mismo esquema básico: avanzar por una carretera con tres carriles de un solo sentido, las diferencias entre niveles se dan en los cambios del paisaje y los vehículos que circulan. 
El jugador debe conducir al automóvil fantástico KITT a lo largo del camino lo más rápido posible, debido a que hay un severo límite de tiempo para llegar a la meta. A lo largo de la ruta aparecen todo tipo de vehículos que se distinguen fácilmente por su color: los azules son vehículos civiles y el jugador no puede atacarlos o es penalizado con la sustracción de algunos segundos; los rojos son los enemigos, estos atacan al jugador y se les puede destruir disparándoles; los amarillos también son enemigos, pero con la ventaja de que al ser destruidos dejan caer un ítem que ayuda al jugador, restaurando su energía, su tiempo o sus armas. También aparecen camiones negros que son aliados y dejan caer ítems, a estos tampoco hay que destruirlos. 
El jugador usa el mando direccional para mover a KITT hacia los lados y también para acelerar o frenar, es muy importante avanzar lo más rápido posible pero saber en qué momentos bajar la velocidad, principalmente al tomar una curva peligrosa o al tratar de alcanzar un vehículo amarillo para no pasarlo de largo. Para combatir, el jugador cuenta con una ametralladora de disparos ilimitados sumamente eficaz, aunque también puede agregar misiles rastreadores y un poderoso rayo láser. Otra habilidad sumamente importante es el Turbo Boost, que permite al coche pegar un gran salto en el aire y además le da un impulso de velocidad que sirve para evitar enemigos u obstáculos y también para atacar a enemigos voladores, una gran ventaja es que el jugador puede seguir manejando a KITT cuando está en el aire. 
La principal dificultad del juego reside en los limitados que resultan los recursos de KITT. El jugador debe preocuparse al mismo tiempo por tres grandes factores: el escudo, la gasolina y el tiempo. El escudo es básicamente la vida de KITT, está medido por la barra "S" (Shield) que se reduce al recibir daño y resiste unos pocos golpes, si se acaba, el jugador de inmediato pierde una vida. El tiempo está indicado en un cronómetro que corre en cuenta regresiva y cuando llega a cero, el auto se detiene y pierde una vida, el tiempo del juego es muy severo y no permite que el jugador vaya lento o tenga muchas colisiones. El factor gasolina aparece representado en la barra "G" (Gas) que va disminuyendo lentamente y al igual que el tiempo causa que se pierda una vida al agotarse, su única razón de ser es evitar que el jugador use demasiado el Turbo Boost, ya que esto aumenta rápidamente el consumo de combustible. 
El videojuego otorga un límite de dos vidas y dos continuaciones para toda la partida, aunque se pueden ganar algunas vidas al sumar puntos. Al perder una vida, el jugador debe reiniciar el nivel, en cambio al perder todas las vidas y usar la continuación, el juego regresa al nivel donde inició la última misión. Tras finalizar cada nivel, además, se puede escoger una mejora que incrementa el escudo, la velocidad o la gasolina y también se pueden añadir las armas especiales. 
El progreso de KITT en el nivel está representado por una pequeña barra negra debajo del medidor "G", en donde aparece un cuadrado rojo que inicia en la parte izquierda y se va moviendo a la derecha a medida que el jugador avanza, cuando este cuadrado alcanza el otro extremo de la barra, comienza la segunda fase del nivel en donde hay que enfrentar al jefe, esto se hace evidente porque todos los vehículos comunes desparecen y la música cambia. Para la lucha contra el jefe; el tiempo, el escudo y la gasolina del jugador se recargan a un estado óptimo. El jefe es un vehículo enemigo que se mueve de un lado a otro mientras ataca con distintos tipos de disparos, el jugador debe esquivar sus ataques y dispararle ferozmente para quitarle toda la energía. También aparecen jefes voladores que deben ser derrotados usando los misiles o, al no tenerlos, usando el Turbo Boost para saltar y tenerlos en la mira. En los niveles avanzados pueden aparecer dos o incluso más jefes, aunque antes de cada uno se produce una recarga automática de los tres factores de vida. El juego finaliza cuando el jugador logra derrotar al jefe final, el poderoso automóvil KARR. 

## Modo "Drive"
Drive es un modo de juego secundario que se puede escoger al inicio, incluye todos los mismos niveles que en el modo principal o "Mission" pero con la diferencia de que el objetivo es simplemente conducir y no se puede atacar. Tanto KITT como los enemigos tienen sus armas desactivadas, aunque se puede seguir usando el Turbo Boost. Las reglas del juego son las mismas que en el modo normal, con la diferencia de que al completar el nivel, el jugador avanza de fase directamente sin que aparezca el jefe. En definitiva, es similar a un juego de carreras estilo Arcade. 